# Praha hlavní nádraží
Der Bahnhof Praha hlavní nádraží, kurz: Praha hl.n. (deutsch etwa: Prag Hauptbahnhof) ist der zentrale Personenbahnhof in Prag.

## Lage
Es handelt sich um einen östlich der Innenstadt gelegenen Durchgangsbahnhof in Südwest-Nordost-Ausrichtung. Richtung Südwesten schließt die Prager Verbindungsbahn Richtung Smíchov und Vršovice an das Bahnhofsgelände an, nach Norden gehen die Gleise in die sogenannte „Neue Verbindung“ (Nové spojení) Richtung Holešovice, Vysočany und Libeň über. Ferner bestand bis zum Bau der Nové spojení eine nördliche Fortsetzung der Prager Verbindungsbahn Richtung Masaryk-Bahnhof.
Die Bahnsteighalle hat zwei Hallenschiffe, sie überdecken einen Haus- und drei Inselbahnsteige mit sieben Bahnsteig- und einem Lokomotivverkehrsgleis. Drei weitere Inselbahnsteige mit sechs Bahnsteiggleisen liegen außerhalb der Bahnsteighalle, sie sind mit einzelnen Bahnsteigdächern versehen. Die Bahnsteiggleise sind durch Zugdeckungssignale in je zwei Abfahrtspositionen geteilt, sie werden an den Anzeigen mit S für »sever« (Nord) und J für »jih« (Süd) angegeben. Abweichend vom sonst üblichen werden auf den Anzeigetafeln nicht Gleise, sondern nur Bahnsteige angegeben. Erreichbar sind die Bahnsteige durch drei Fußgängertunnel. Die Barrierefreiheit ist problematisch, weil sie nur über den nördlichen Bahnsteigtunnel möglich ist. Aufzüge gibt es nur zu den Bahnsteigen in der Halle. Die Bahnsteige außerhalb der Halle sind über Rampen erreichbar, die vom Tunnel nach Norden ausgehen, mit der Folge besonders langer Wege zu und von den Zügen auf den südlichen Haltepositionen. Zusätzlich bestehen drei Kopfgleise, zwei auf der Süd- und eins auf der Nordseite.
Der in Richtung Altstadt vor dem Bahnhof gelegene Park Vrchlického sady (benannt nach dem Dichter Jaroslav Vrchlický) wird im Volksmund auch „Sherwood Forest“ genannt, da sich dort zahlreiche Obdachlose aufhalten.
Auf dem Areal des früheren Güterbahnhofes besteht eine Verladeanlage für Autoreisezüge. Abstell- und Behandlungsanlagen für Reisezugwagen und Triebfahrzeuge sind aus Platzgründen nicht vorhanden, sie liegen in den Nachbarbahnhöfen Libeň und Vršovice (Abstellbahnhof Süd).
Der Bahnhof hat die Postadresse Wilsonova 300/8.

## Geschichte

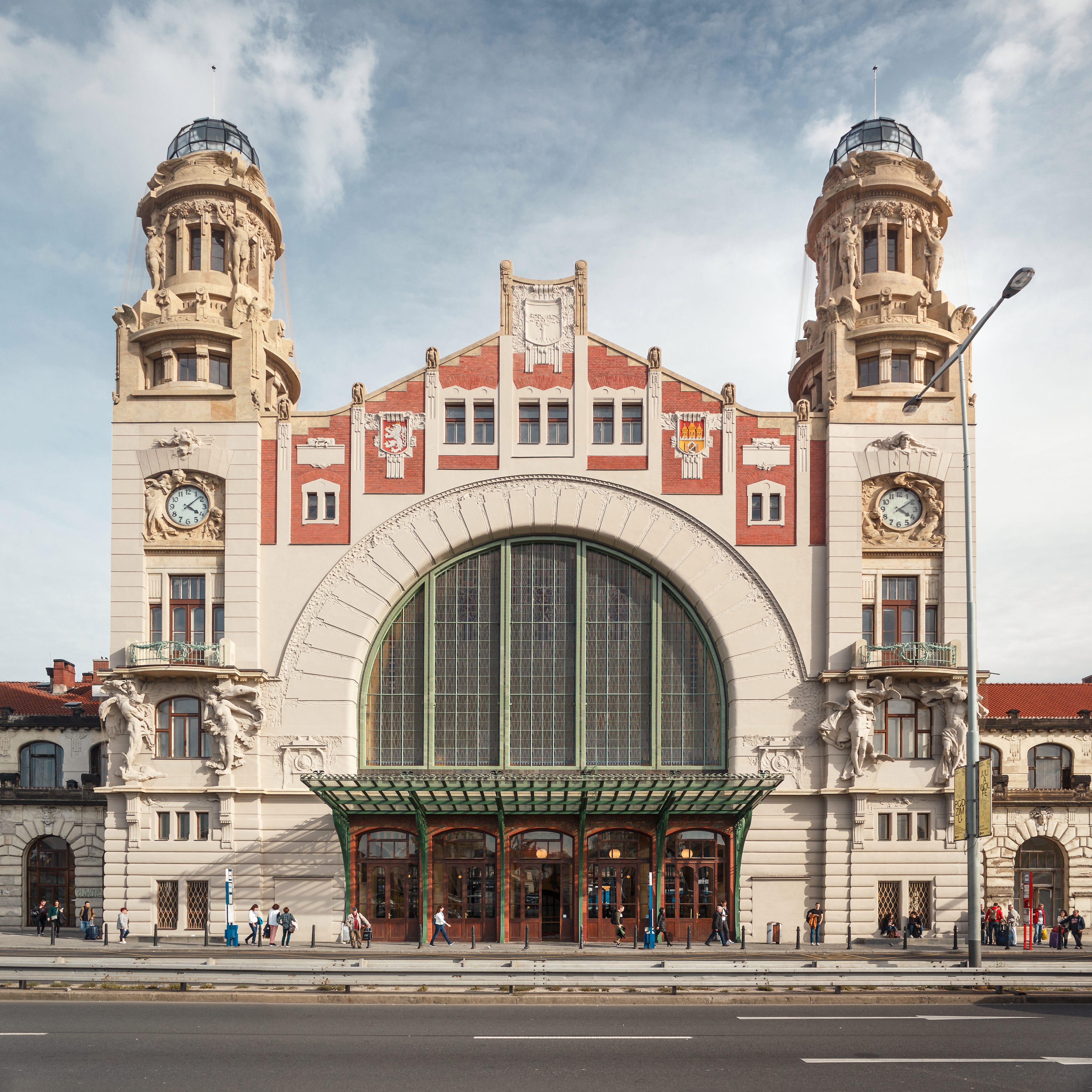
Haupteingang des Empfangsgebäudes von Josef Fanta

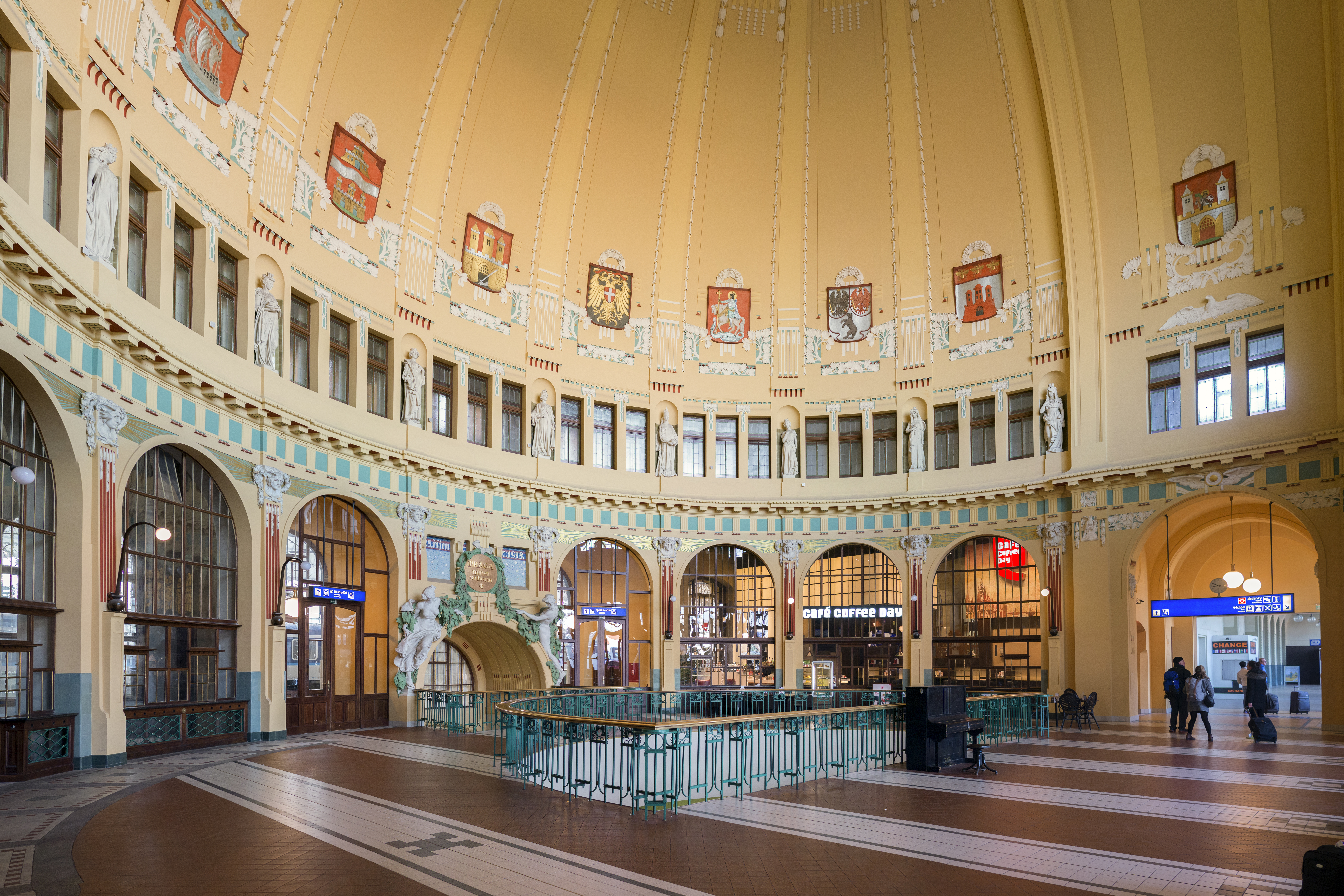
Schalterhalle des Fanta-Gebäudes im Jugendstil

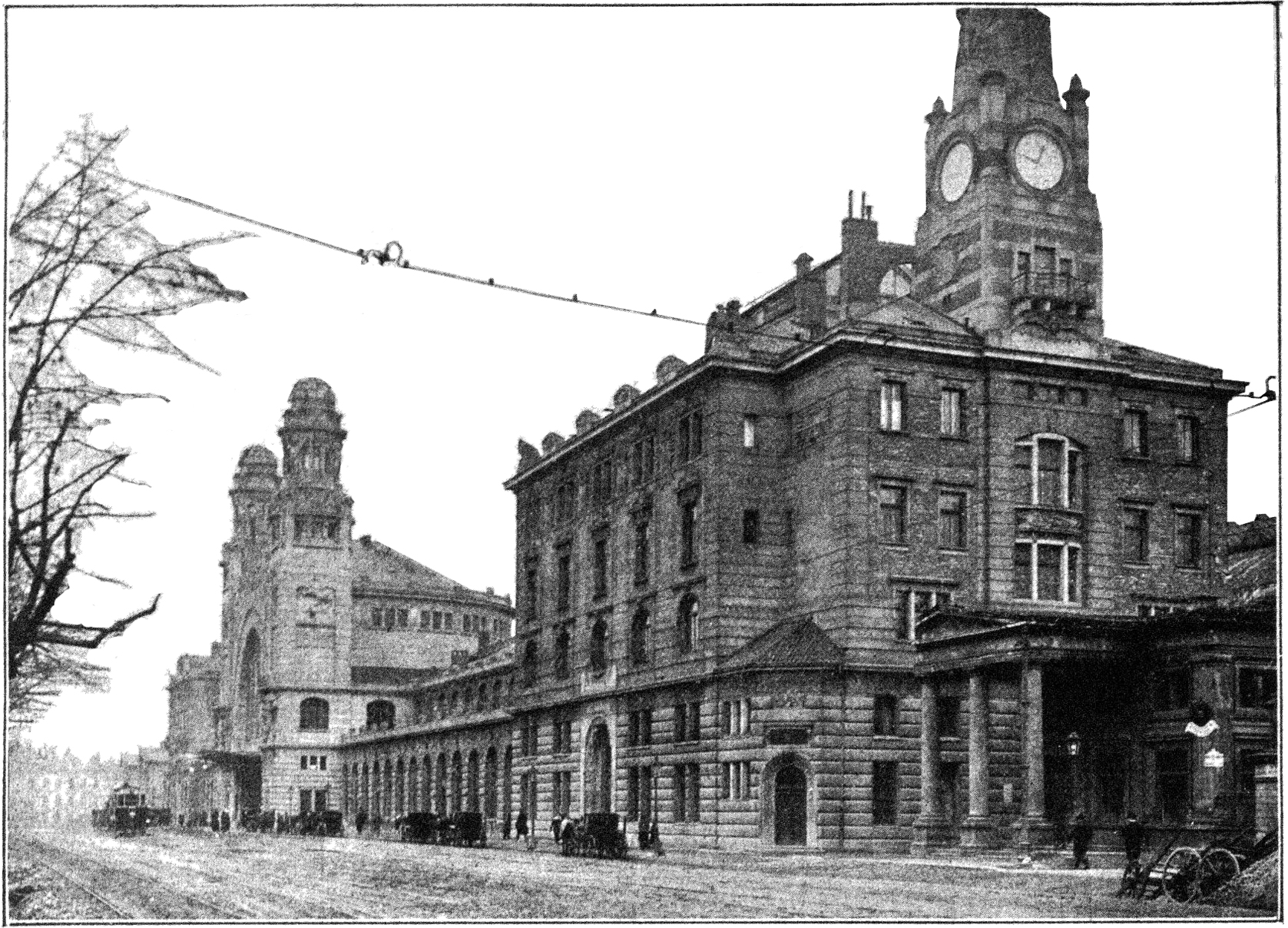
Links das neue, im Vordergrund das alte Empfangsgebäude (1909)

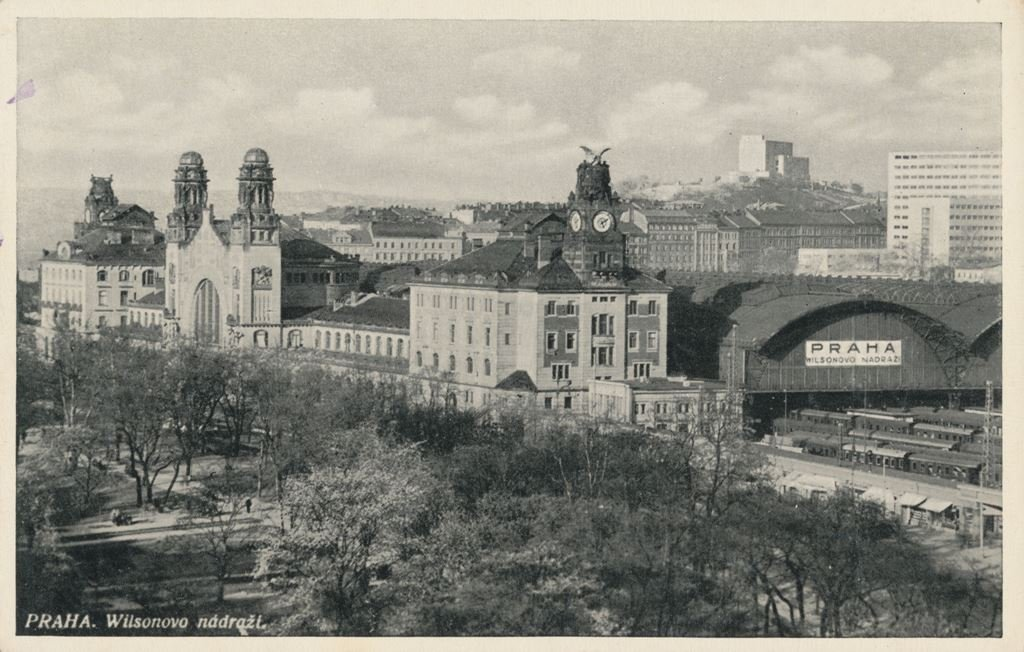
Seitenansicht des Wilson-Bahnhofs (1936)

Der Bahnhof wurde im Jahr 1871 von der k.k. priv. Kaiser Franz-Josephs-Bahn (KFJB) als Endpunkt ihrer Strecke von Wien gebaut und hieß zunächst Prag Kaiser-Franz-Joseph-Bahnhof, tschechisch: Nádraží císaře Františka Josefa. Das erste Gebäude wurde von den Architekten Vojtech Ignaz Ullmann und Anton Viktor Barvitius  entworfen. In den Jahren 1901–1909 wurde – neben den technischen Erweiterungen – nach dem Entwurf des bedeutenden Architekten Josef Fanta das bis heute genutzte Empfangsgebäude im Jugendstil gebaut (heutiger Name: Fantova budova Hlavního nádraží).
Nach dem Ersten Weltkrieg wurde der Bahnhof nach dem amerikanischen Präsidenten Woodrow Wilson, der sich 1918 für eine unabhängige Tschechoslowakei eingesetzt hatte, in Wilson-Bahnhof (Wilsonovo nádraží) umbenannt. Unter der deutschen Besatzung (1939–1945) hieß er Hlavní nádraží (Hauptbahnhof). Nach dem Zweiten Weltkrieg hieß er wieder Wilson-Bahnhof, allerdings nur bis zur nochmaligen Rückumbenennung in Hauptbahnhof 1953. Seit 1990 wird der Name Wilson-Bahnhof, vor allem bei besonderen Anlässen, als ein Zusatz verwendet: Praha, hlavní nádraží, nádraží prezidenta Wilsona (Prag, Hauptbahnhof, Bahnhof des Präsidenten Wilson). 2011 wurde eine Wilson-Statue vor dem Bahnhof enthüllt.

## Neue Abfertigungshalle

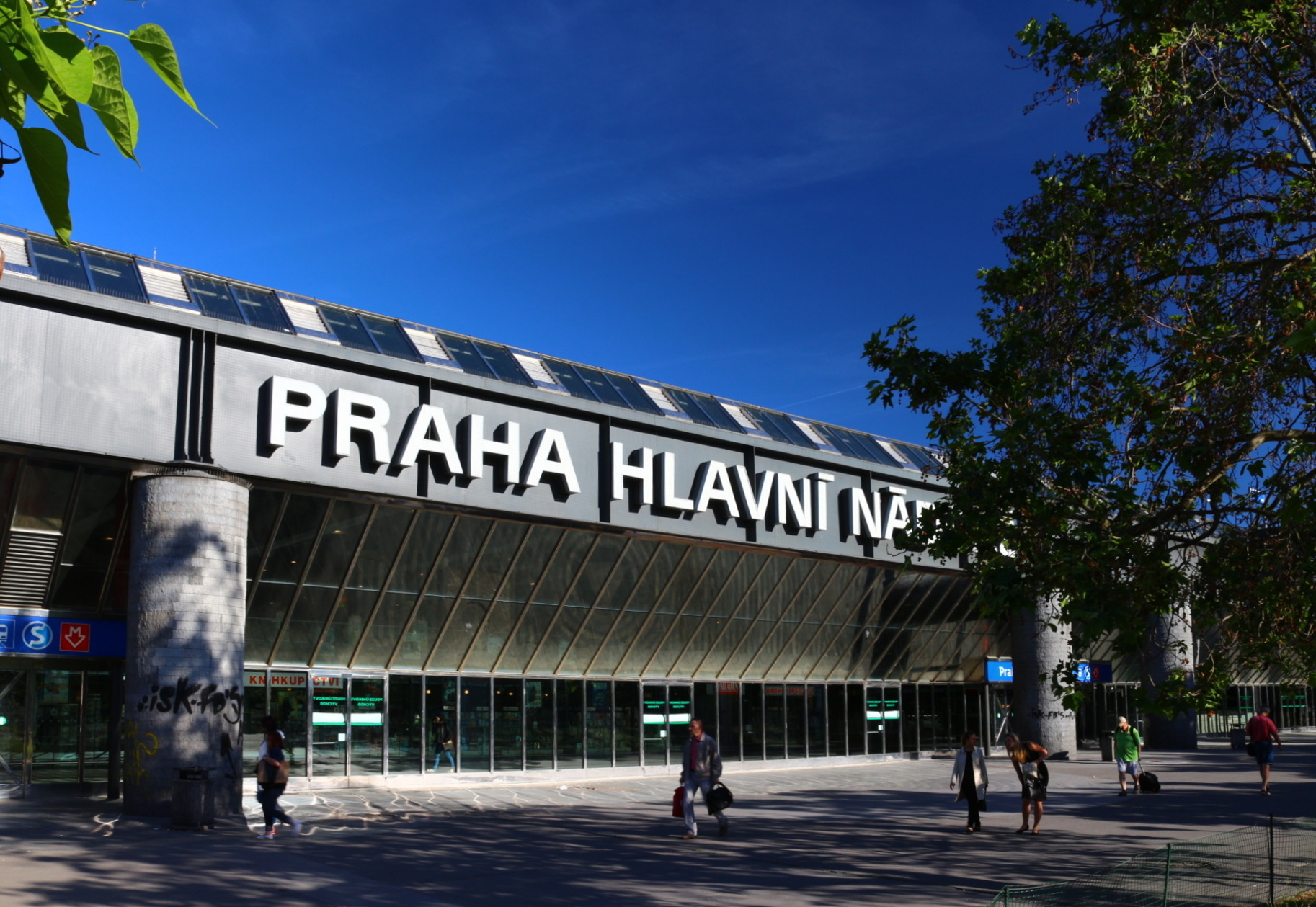
Neue Abfertigungshalle aus den 1970er-Jahren

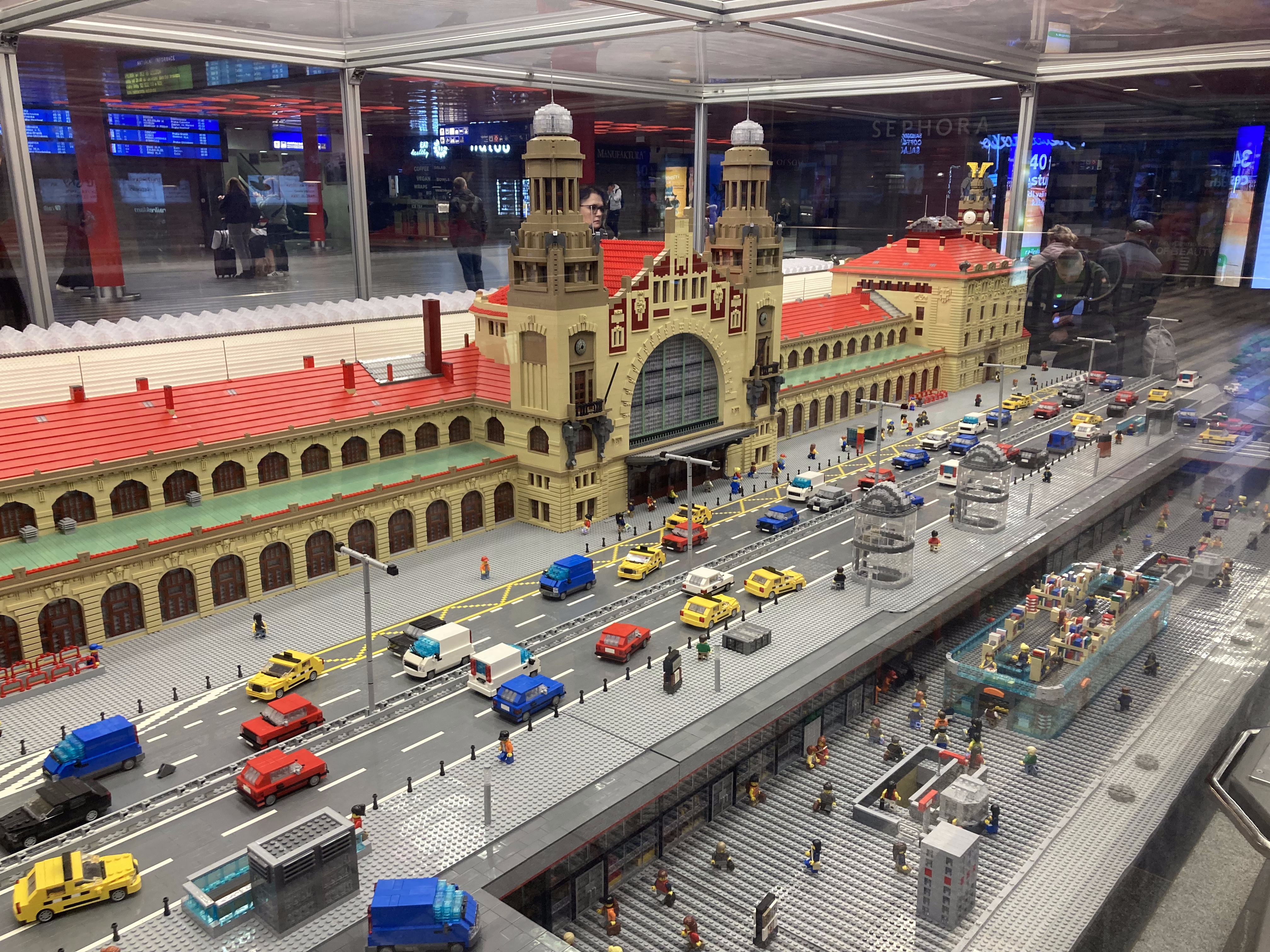
Lego-Modell in der neuen Abfertigungshalle

Im Zusammenhang mit dem Bau der Prager U-Bahn erhielt der Hauptbahnhof 1972–1979 eine neue, teilweise in den Hang eingebaute neue Abfertigungshalle (Nová odbavovací hala) im Stil des Brutalismus. Seitdem ist der Bahnhof von der Washingtonova zugänglich. Dort befinden sich auch die Zugänge zu den Bahnsteigen der im Jahr 1974 in Betrieb genommenen Linie C, dahinter die Fahrkartenschalter. Über Treppen gelangt man in den zweiten Teil der Halle, der vorrangig als Wartebereich genutzt wird. Von hier aus erreicht man über Fußgängertunnel die Bahnsteige. Die Dachflächen werden als Parkflächen für Kraftfahrzeuge genutzt, außerdem führt die Stadtautobahn Wilsonova darüber.
Im Jahr 1994 wurden außerhalb der Bahnsteighalle auf dem Gelände des früheren Güterbahnhofs drei weitere Bahnsteige mit den Nummern 5 bis 7 in Betrieb genommen.
Seit November 2020 zeigt ein Modell aus 342.383 Lego-Teilen das Bahnhofsgebäude und seine Umgebung. 2023 wurde ein Wettbewerb zum Umbau der Abfertigungshalle und zur Revitalisierung des Parks vor dem Bahnhof ausgeschrieben, dessen Siegerentwurf namens Nový Hlavák (Neuer Hauptbahnhof) kontrovers diskutiert wurde.

## Sanierung des alten Empfangsgebäudes
Rund ein Jahrhundert nach dem Bau musste das alte Empfangsgebäude des Bahnhofs dringend saniert werden. Im Dezember 2006 begann der Umbau, der auf den Vorschlägen des tschechischen Architekten Patrik Kotas beruhte. Die Gesamtkosten wurden mit etwa 1,6 Milliarden Tschechischen Kronen (circa 66 Millionen Euro) veranschlagt. Den Umbau leitete und finanzierte die italienische Firma Grandi Stazioni, ein Tochterunternehmen der italienischen Staatsbahnen, welche dafür das Empfangsgebäude 30 Jahre lang zur Verfügung erhält. Das Gebäude wurde im Sezessionsstil wiederhergestellt sowie umfassend modernisiert.

Elemente der Jugendstilfassade
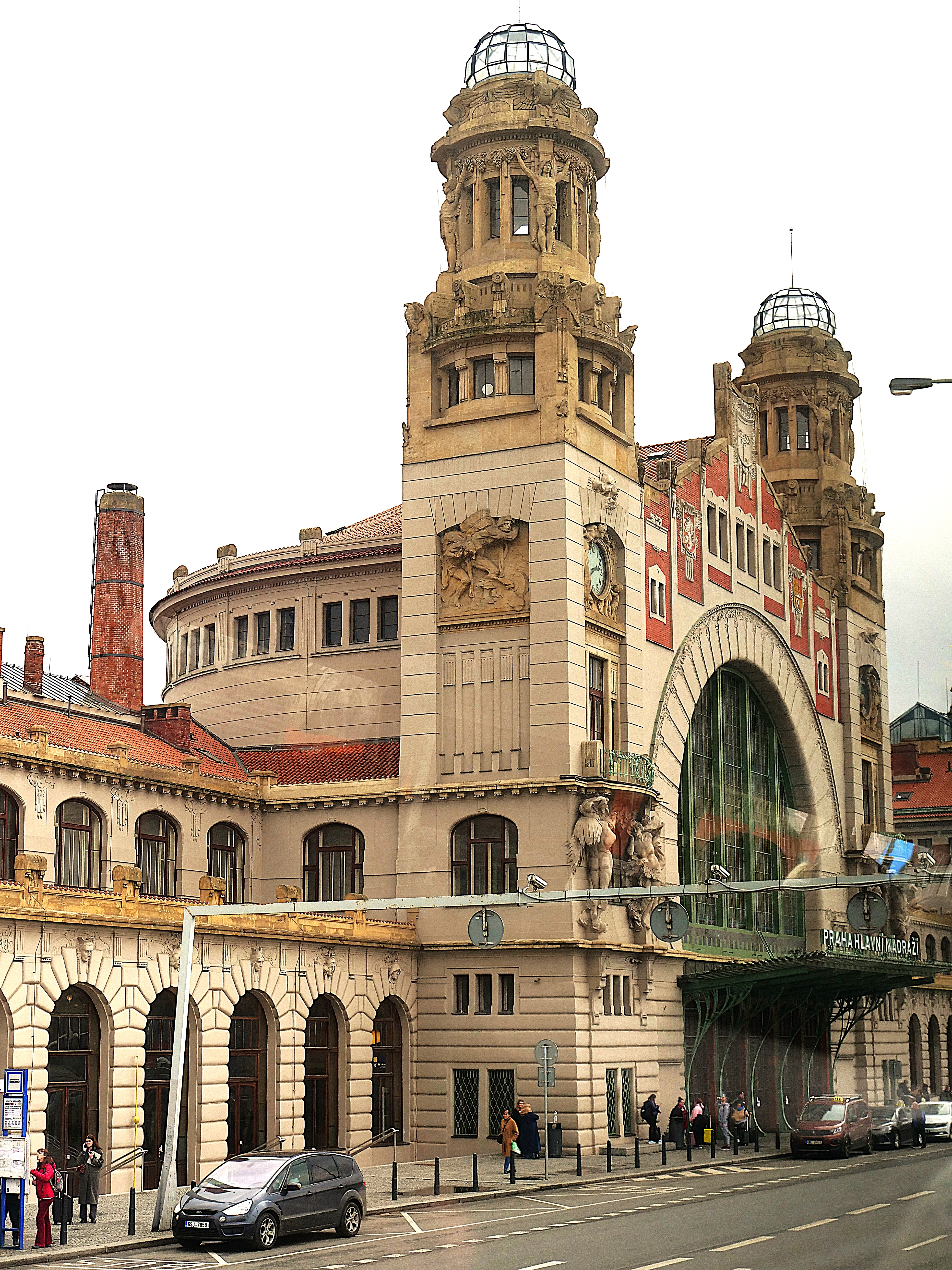
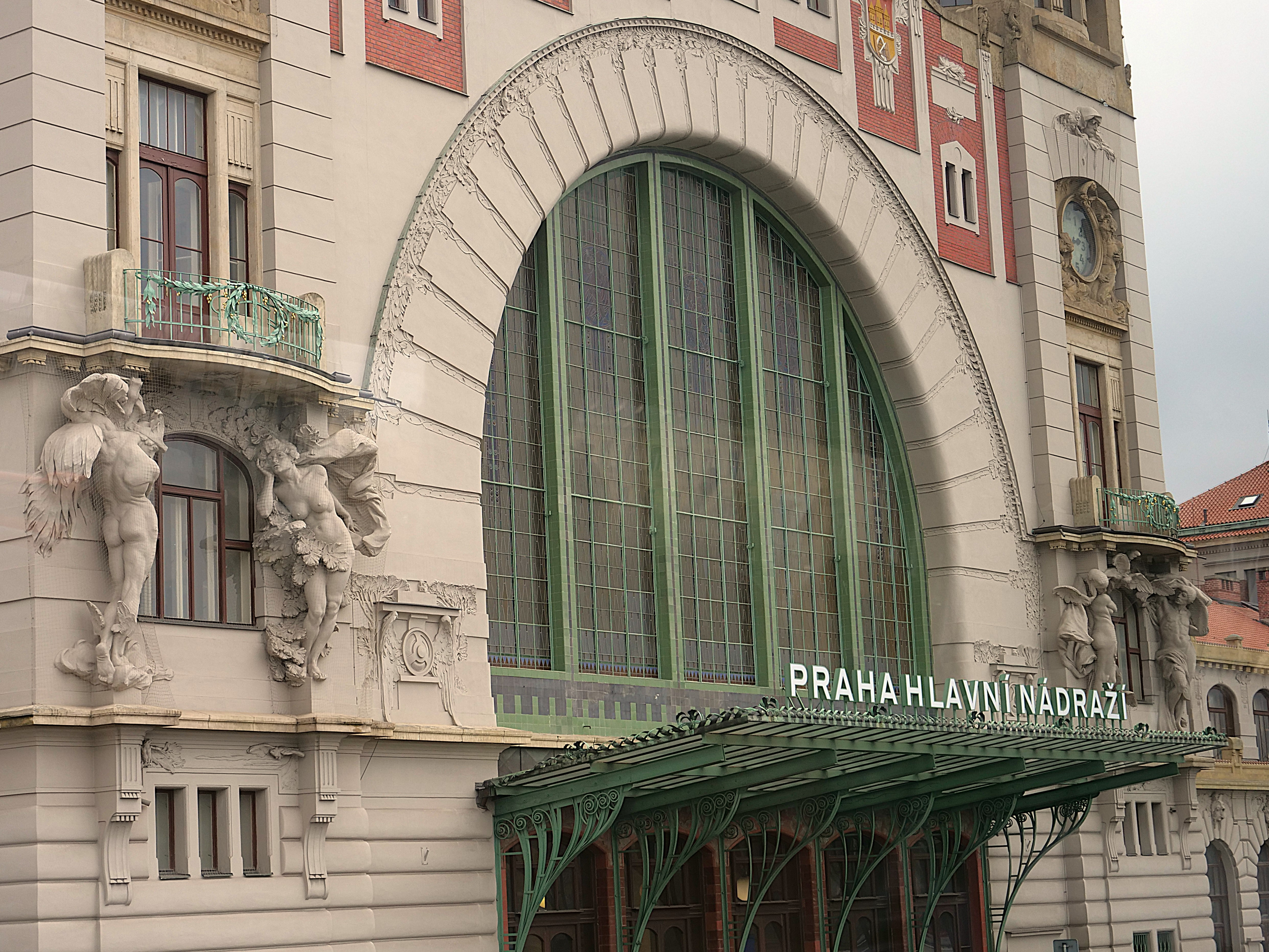
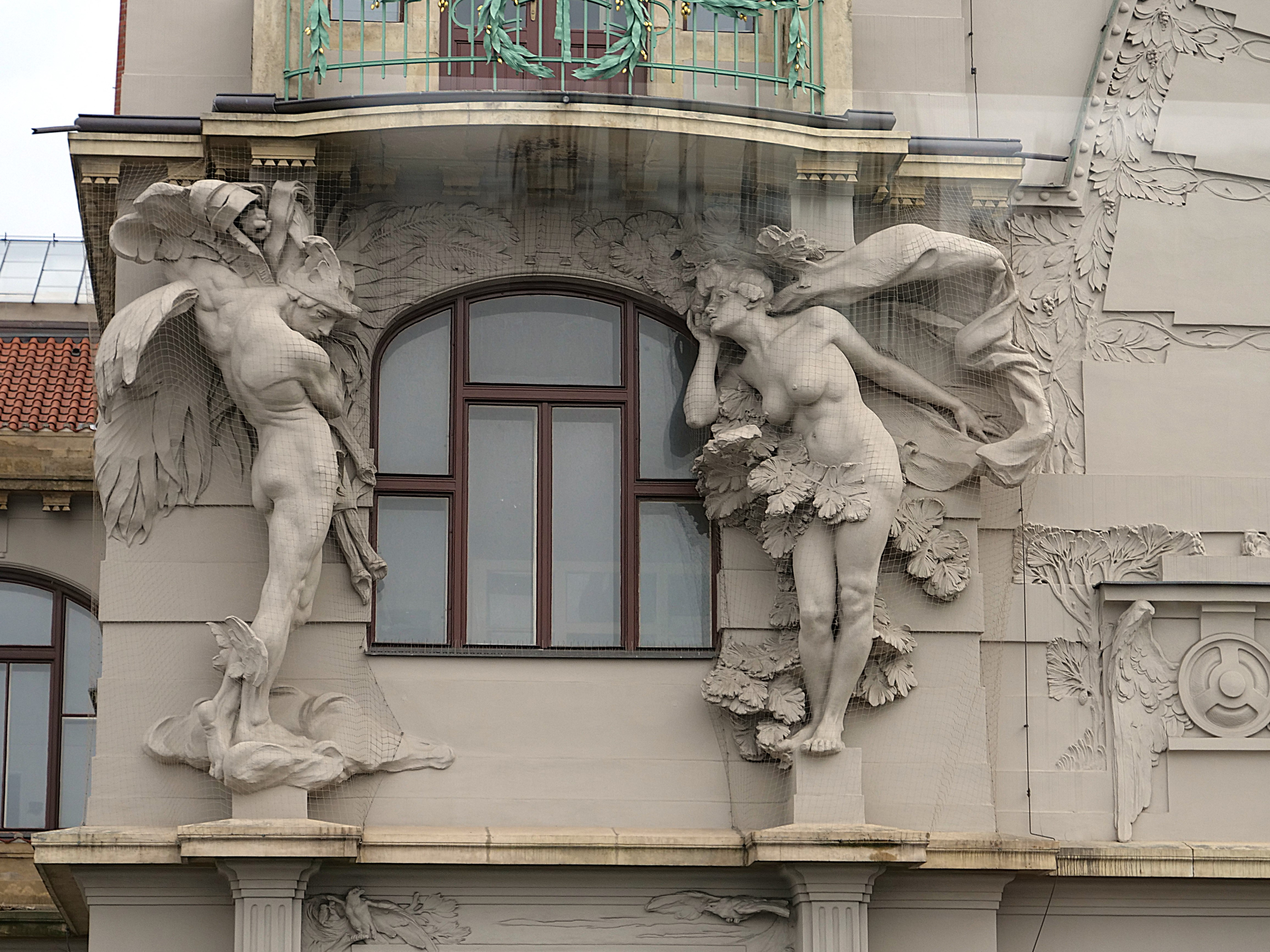
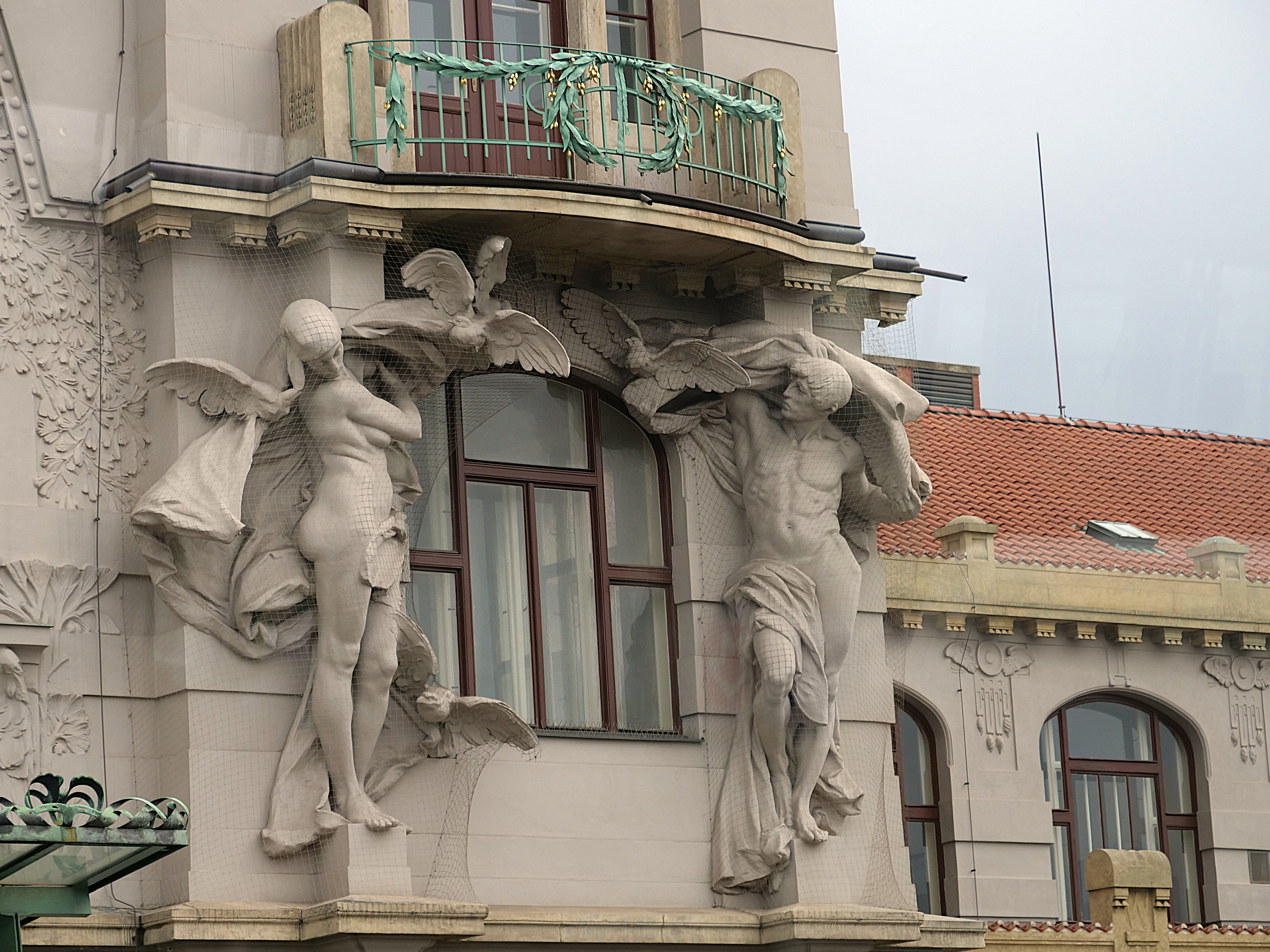
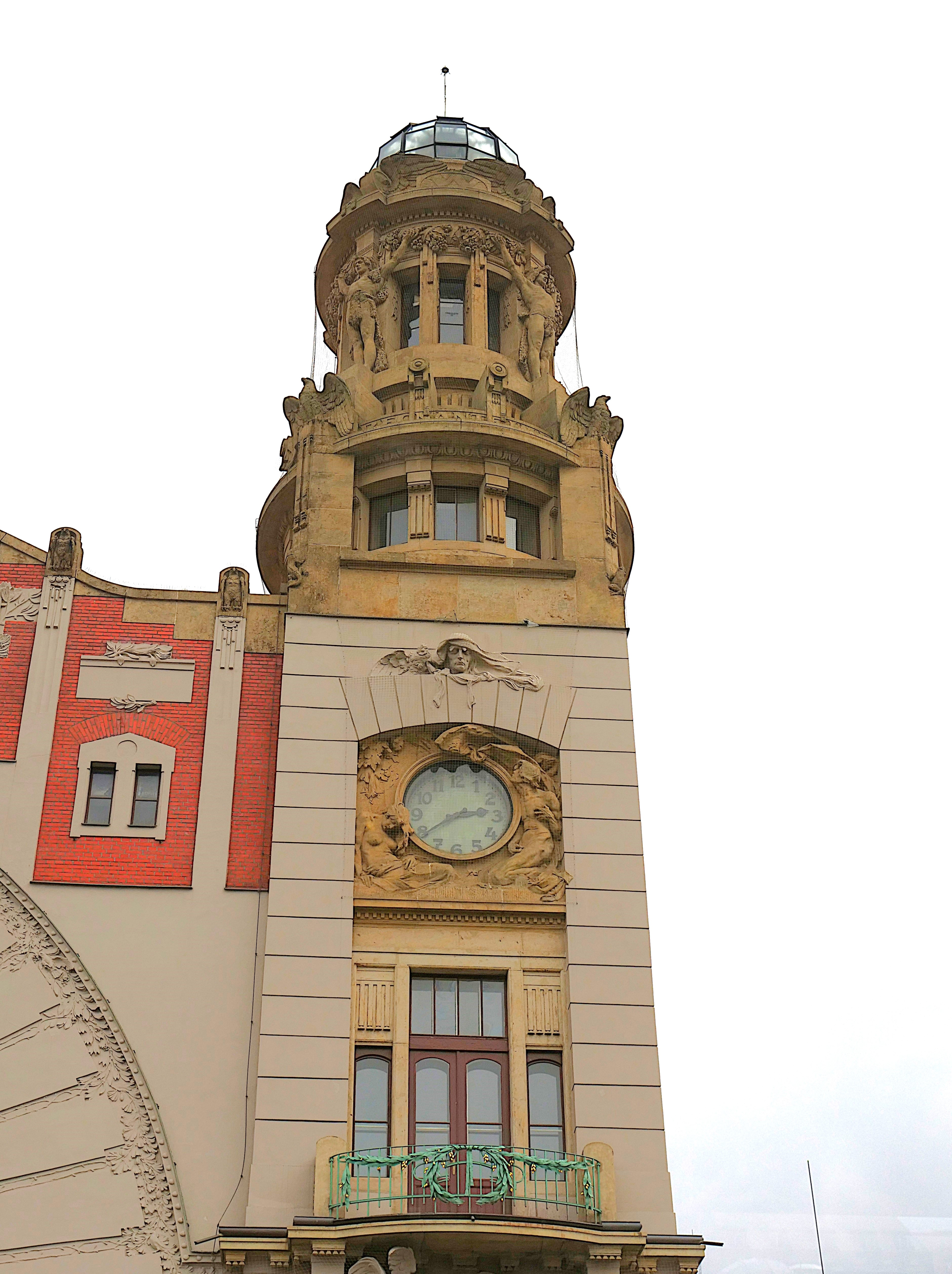

Neben der Modernisierung des Gebäudes wurden seit 2004 auch die direkten Zulaufstrecken aus Norden und Nordosten neu gebaut. Mit dem Bau der Neuen Verbindung (Nové spojení) wurde der Hauptbahnhof direkt an den Bahnhof Holešovice unter Umgehung des Kopfbahnhofes Masarykovo nádraží angebunden.

## Fernverkehr

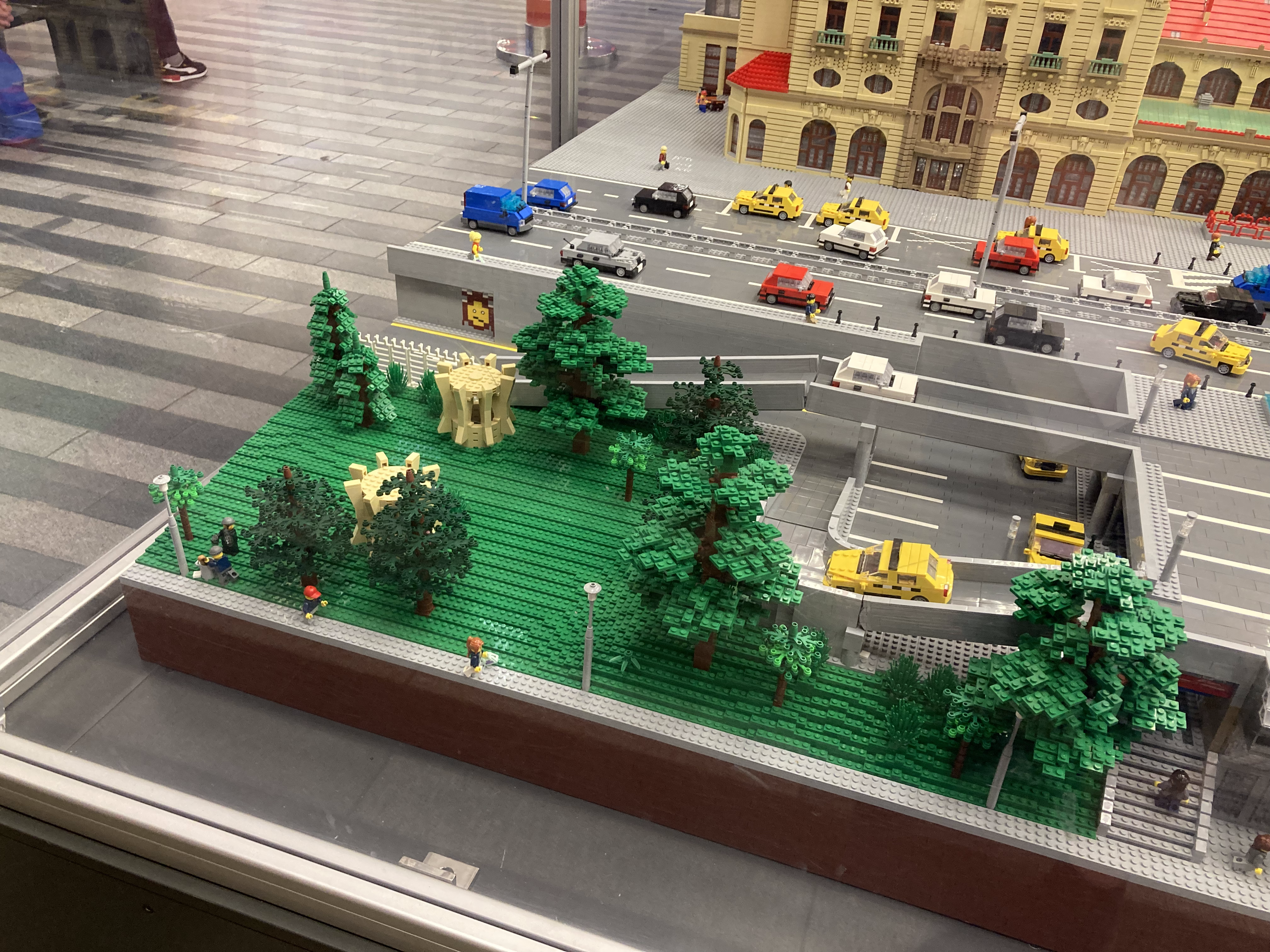
Darstellung des „Sherwood Forest“ mit Obdachlosen im Lego-Modell

Der Hauptbahnhof ist ein internationaler Verkehrsknotenpunkt für Zugverbindungen aus Deutschland (Express/ALEX nach Regensburg und München sowie EuroCity (EC) nach Hamburg, Berlin und Dresden und ein Railjet-Zugpaar von und nach Berlin), Polen, der Slowakei (unter anderem einmal täglich als SuperCity Pendolino Košičan nach Žilina, Poprad und Košice), Serbien, Ungarn, Rumänien, Bulgarien, Russland, Belarus, der Ukraine und Österreich. Hier verkehren neben Schnellzügen auch InterCity-, EuroCity- und SuperCity-Züge, letztere mit dem neuen Pendolino (ČD-Baureihe 680) und seit Dezember 2014 auch der Railjet, der von hier nach Graz Hauptbahnhof über Wien fährt. Ab Zürich Hauptbahnhof besteht eine EuroNight-Direktverbindung nach Prag.
Die Züge des Nord-Süd-Verkehrs (z. B. Berlin, Dresden, Brünn, Wien, Budapest) fuhren lange Zeit nicht über den Hauptbahnhof, da dafür die Streckenkapazität auf der eingleisigen Zulaufstrecke von Praha-Libeň und Praha-Holešovice nicht ausreichte. Deshalb hielten diese Züge nur im Bahnhof Praha-Holešovice. Seit der Inbetriebnahme der viergleisigen „Neuen Verbindung“ (Nové spojení) zum Fahrplanwechsel im Dezember 2009 verkehren auch Züge dieser Relation über den Hauptbahnhof, wo sie die Fahrtrichtung wechseln.
Neben den internationalen Relationen gibt es Verbindungen in alle wichtigen größeren Städte Tschechiens, wie etwa Brno, České Budějovice, Karlovy Vary, Olomouc, Ostrava, Plzeň und Ústí nad Labem.

## Verknüpfung mit anderen Verkehrsträgern
Die Züge der U-Bahn-Linie C haben einen Halt im Hauptbahnhof. Die Bahnsteighalle der U-Bahn liegt wegen der ursprünglichen Planung einer U-Straßenbahn nur in einfacher Tiefenlage und verfügt über für ortsfremde Reisende ungünstige Seitenbahnsteige. Auch an der großen Raumhöhe, die für die Fahrleitung erforderlich gewesen wäre, ist diese Planung noch zu erkennen. Für eine Änderung nach dem Beschluss, eine Voll-U-Bahn zu errichten, waren die Bauarbeiten schon zu weit fortgeschritten.
In unmittelbarer Nähe befinden sich Linienbus- und Fernbushaltestellen. Der zentrale Fernbusbahnhof Ústřední autobusové nádraží Florenc liegt an der Metrostation Florenc. Die nächste Haltestelle der Straßenbahn Prag und der benachbarte Bahnhof Praha Masarykovo nádraží liegen einige hundert Meter entfernt und sind lediglich fußläufig erreichbar.

## Bahnhofsansichten

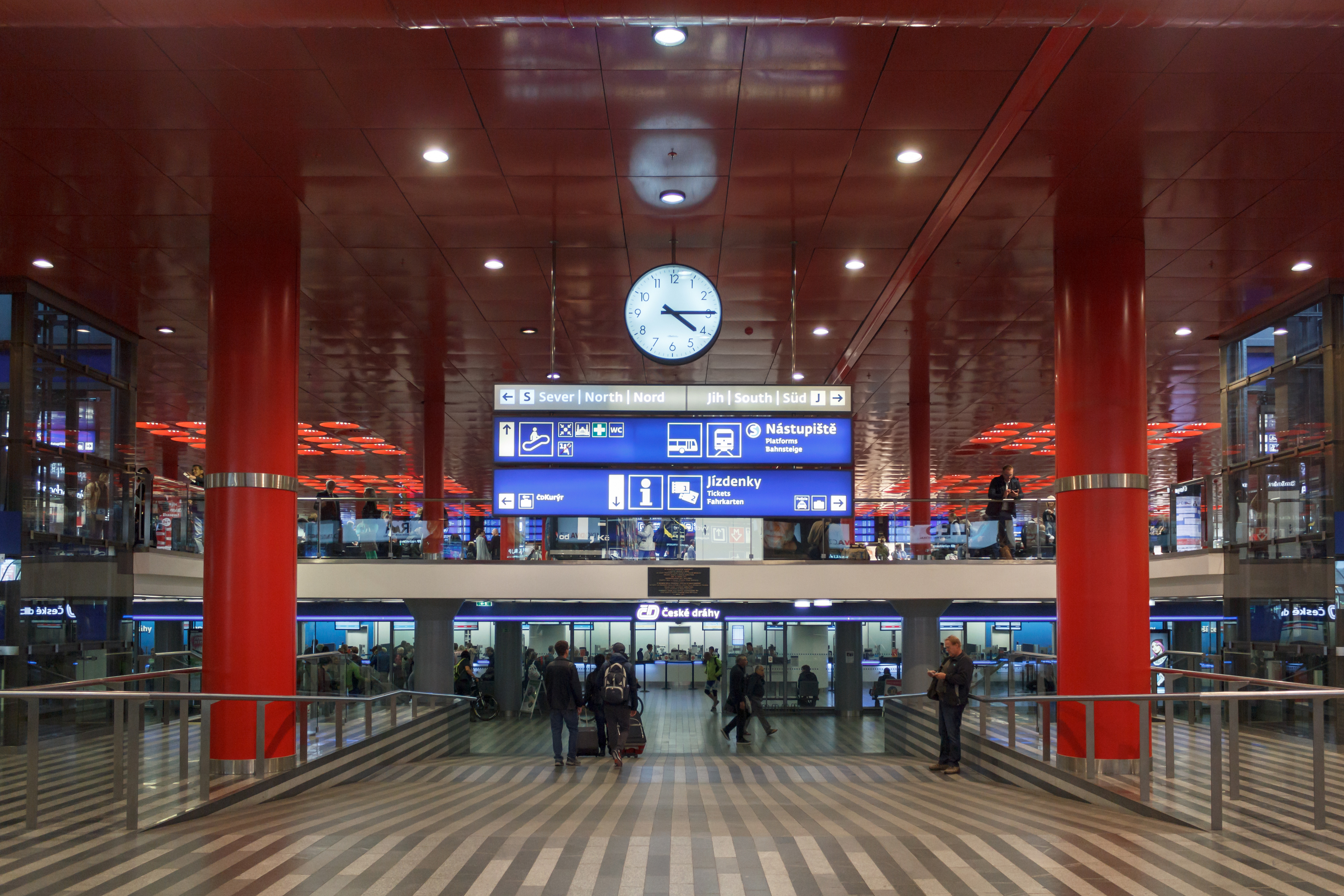
Neue Abfertigungshalle
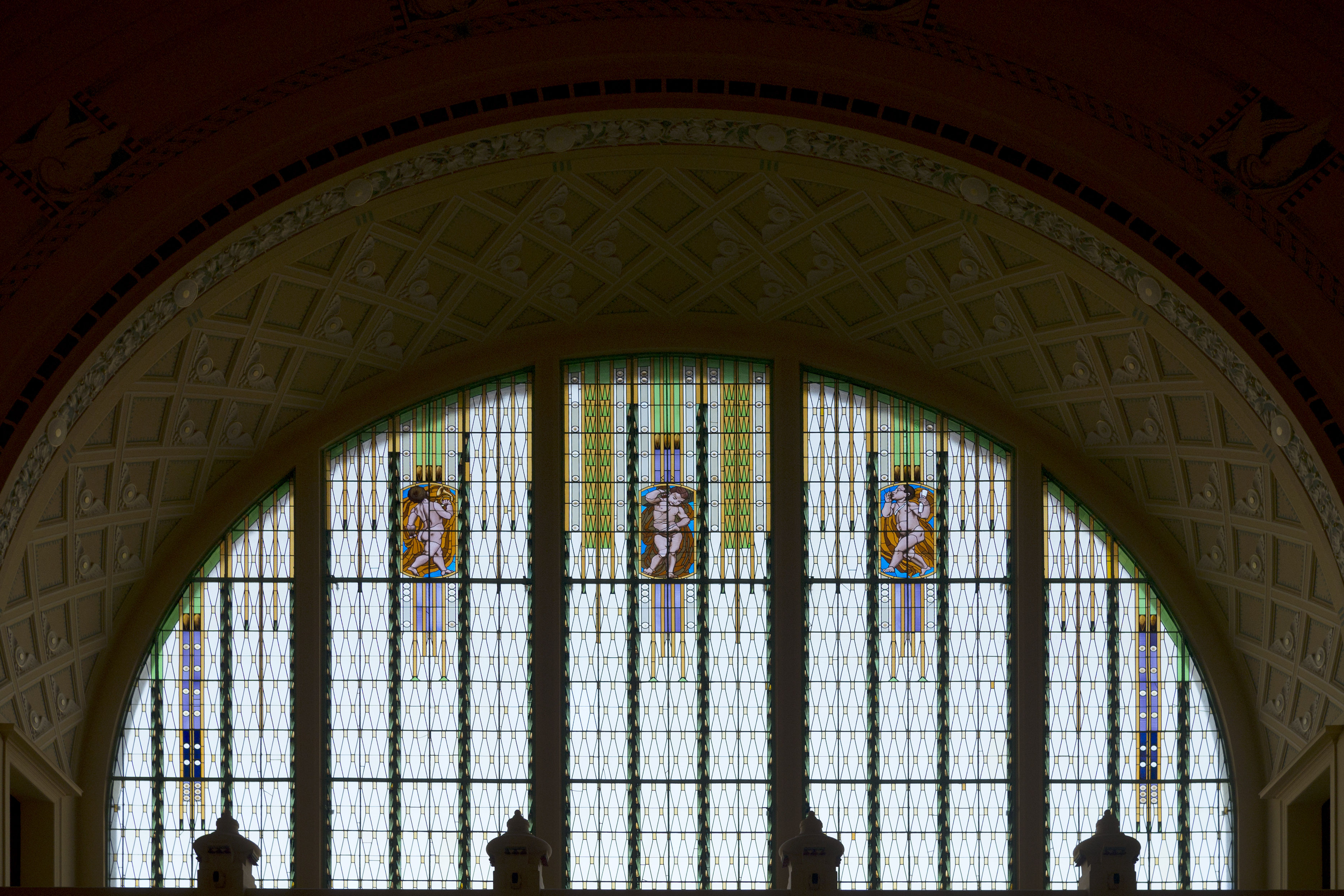
Bleiglasfenster im alten Empfangsgebäude
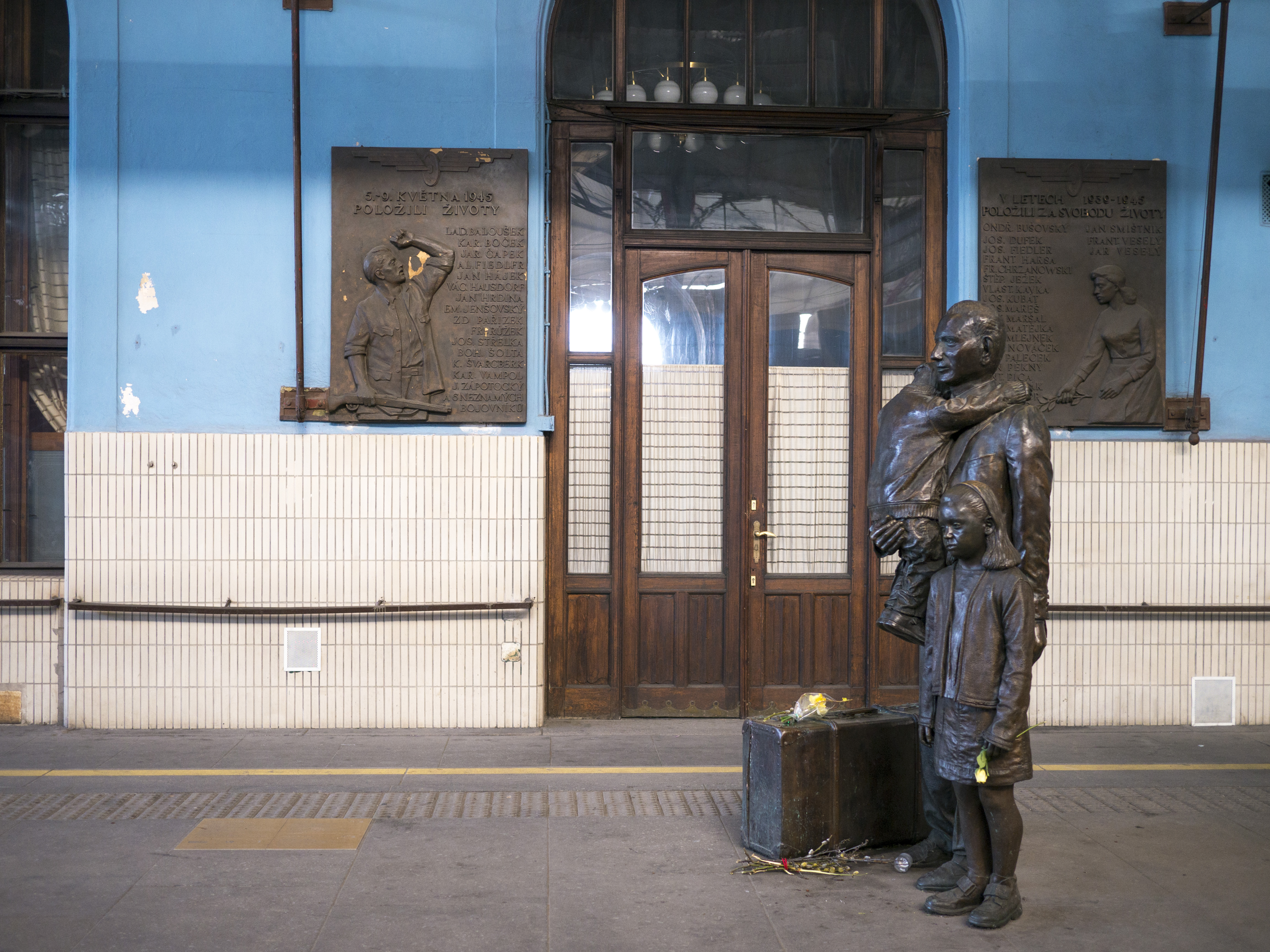
Denkmal für Nicholas Winton
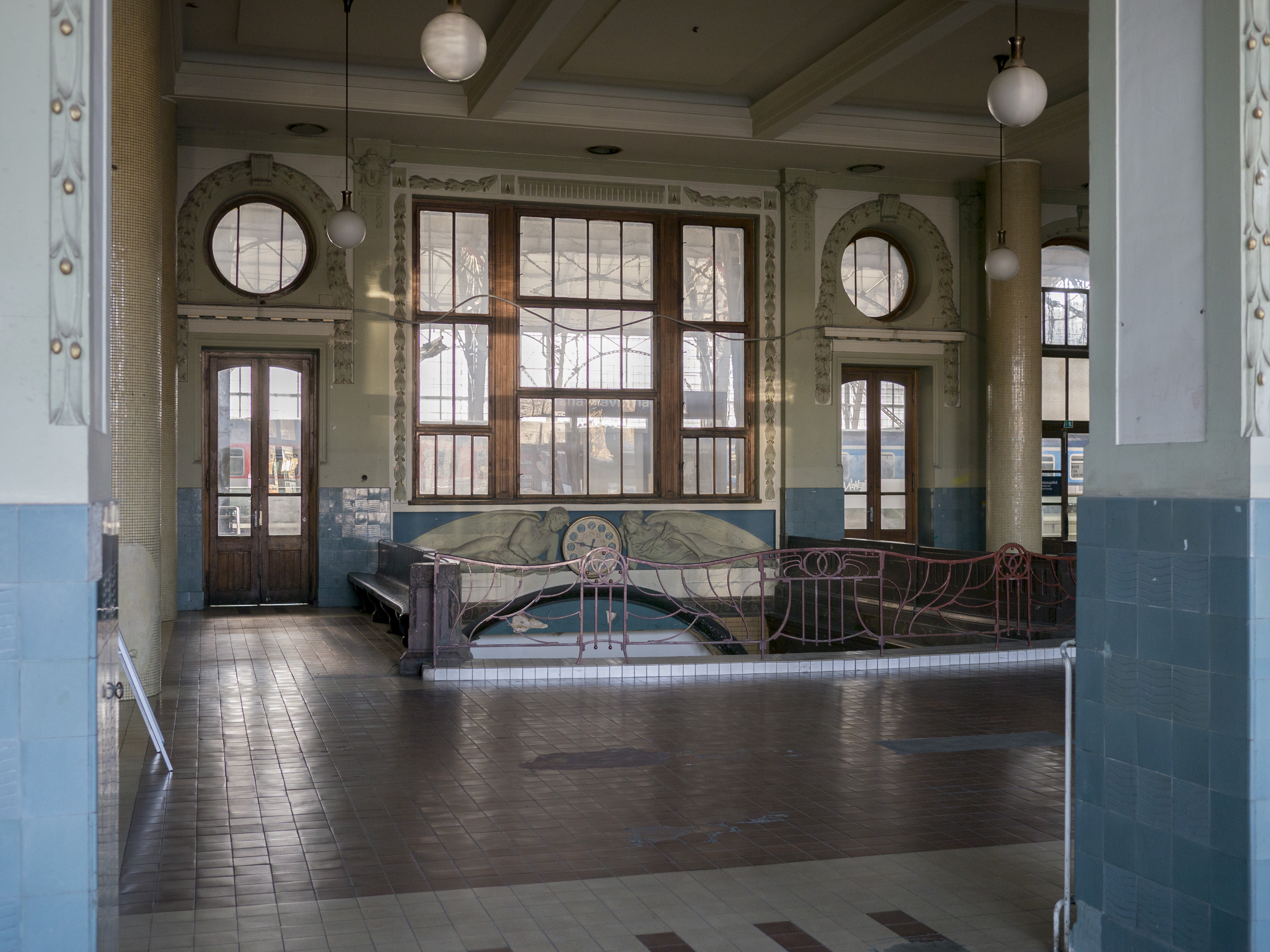
Interieur im alten Empfangsgebäude
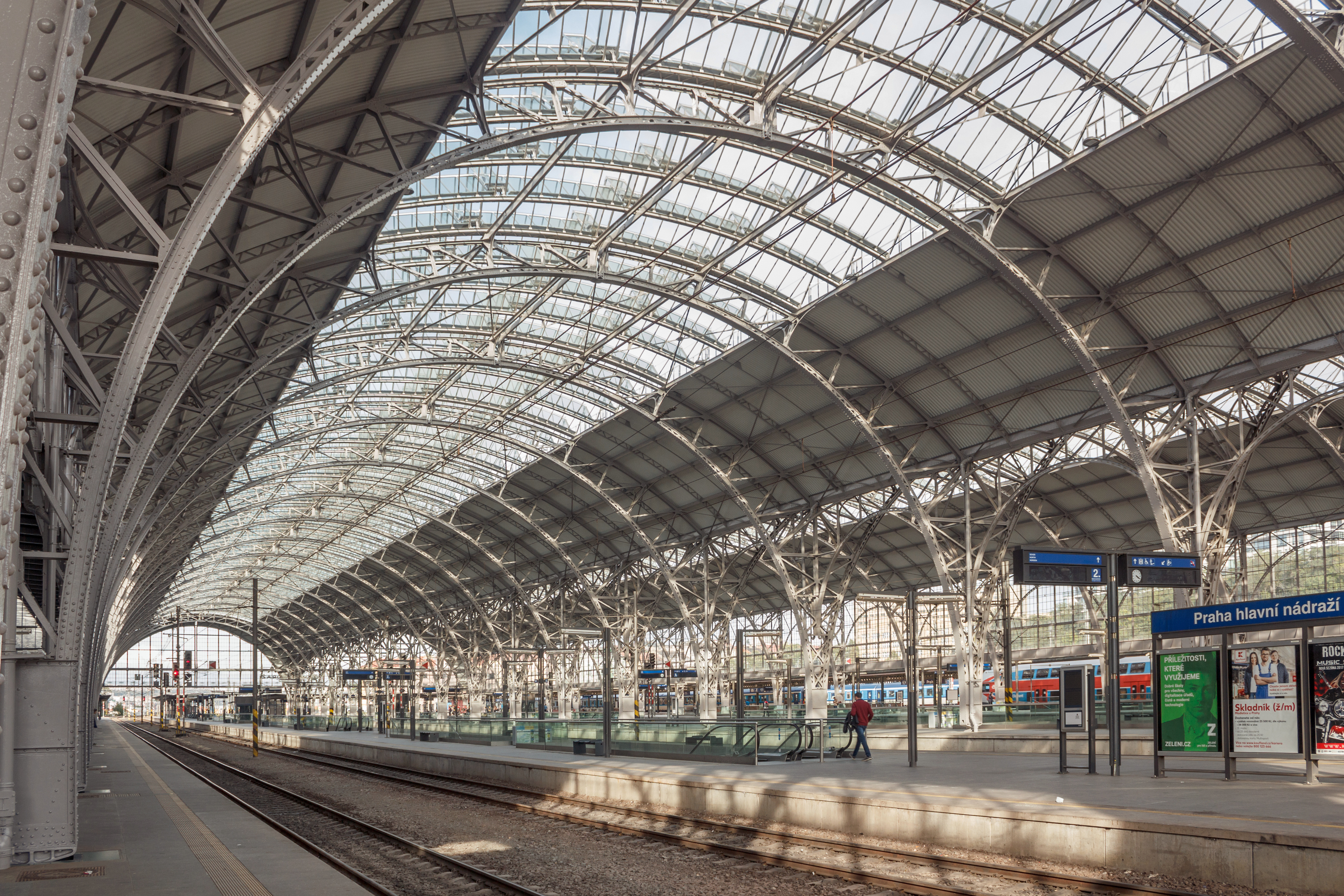
Bahnsteighalle